# Laç

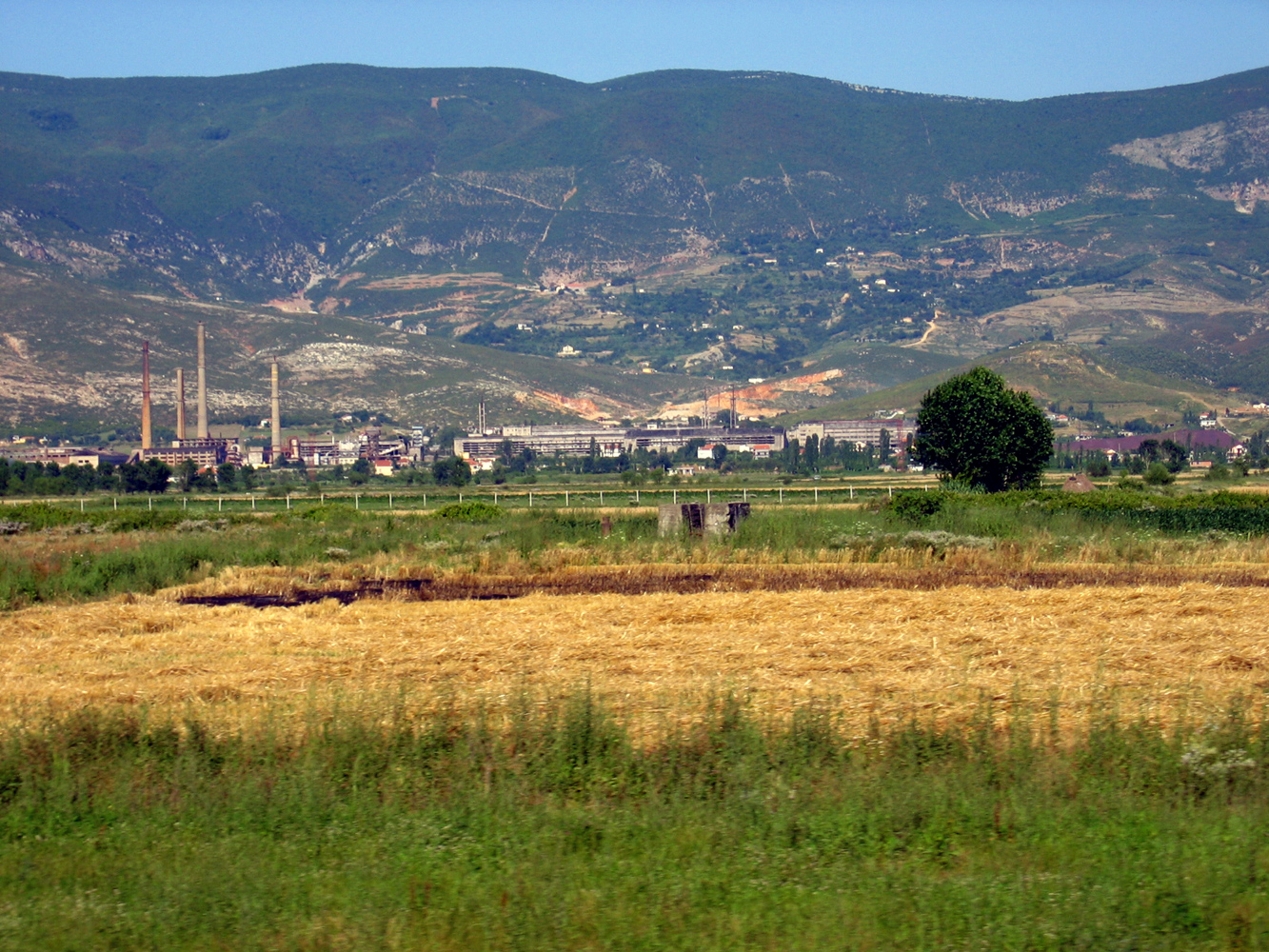
Die ehemalige Phosphat-Fabrik

Laç [laʧ] (albanisch auch Laçi) ist eine Stadt im Norden Albaniens mit 12.854 Einwohnern (Volkszählung 2023). Laç ist Hauptort der Gemeinde Kurbin.

## Geographische Lage

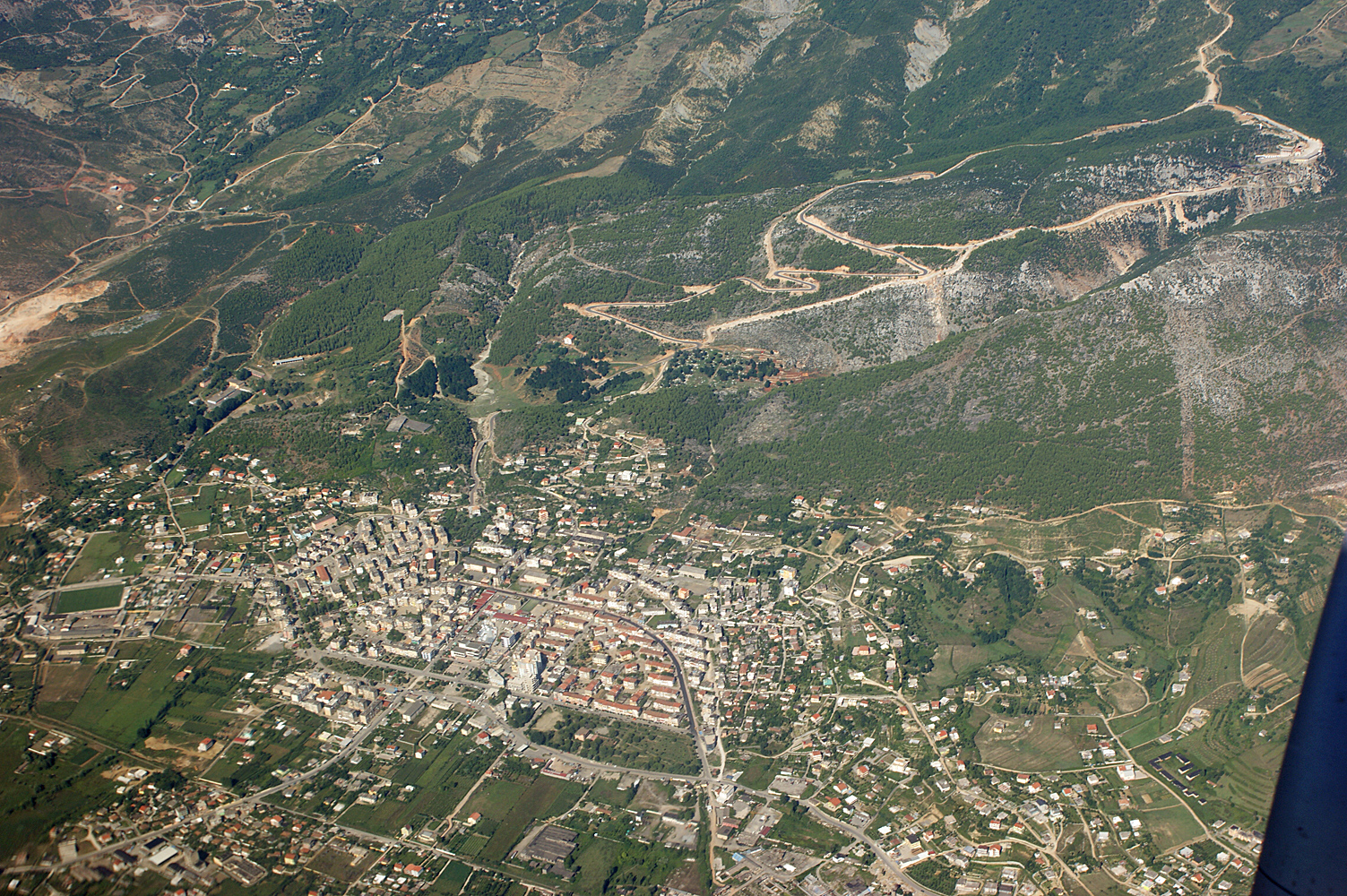
Luftaufnahme mit Kirche des Hl. Antonius oben rechts

Der Ort liegt am Rande der flachen Küstenebene 35 Kilometer nördlich von Tirana und zehn Kilometer von der Küste der Adria entfernt. Hinter der Stadt erhebt sich die erste Bergkette des Skanderbeggebirges.
Mit dem südlich angrenzenden Ort Sanxhak bildet Laç eine Njësia administrative (Verwaltungseinheit).

## Geschichte
Laç ist ein im ganzen Land bekannter Pilgerort. Vor dem Zweiten Weltkrieg besuchten jährlich Tausende das in den Bergen gelegene Kloster, welches dem heiligen Antonius von Padua gewidmet ist. Seit dem Ende des von den Kommunisten verordneten Religionsverbots versammeln sich wieder zahlreiche Katholiken am 12. Juni an der Pilgerstätte, die auch von Muslimen besucht wird.
Bis in die 1950er-Jahre war Laç nur ein kleines Dorf. Erst mit der Ansiedlung von einigen Fabriken (Düngemittel, Kupferverarbeitung, Glas), verbunden mit dem Anschluss ans Eisenbahnnetz, entwickelte sich daraus eine Industriestadt. Entsprechend gestaltet sich das Stadtbild, das von Plattenbauten dominiert wird.
Die Kommunisten hatten 1967 nördlich der Stadt eine große Phosphatfabrik errichtet, die Arbeitgeber für viele Einwohner wurde. Die Fabrik machte schon Ende der 1980er-Jahre einen zerfallenen Eindruck. Trotzdem wurde sie erst im Jahr 2000 komplett stillgelegt und ist heute eine weithin sichtbare Industrieruine.
Der Niedergang der Industrie hatte keinen direkten Einfluss auf die Bevölkerungszahl. In den 1990er Jahren stieg die Einwohnerzahl sogar leicht an wegen Zuwanderung aus den Bergregionen in die Ebene. 2001 hatte Laç fast 20.000 Einwohner, im Jahr 2011 noch 17.086 Einwohnern. Die Stadt hat somit seit der Jahrtausendwende über einen Drittel der Einwohner verloren. 
2015 wurde die Gemeinde (bashkia) Laç mit den anderen Gemeinden des Kreises Kurbin zusammengelegt. Die Stadt bildet eine Administrative Einheit (njesia administrative).
Beim Erdbeben im November 2019 starb in Laç eine Person. Zahlreiche Gebäude wurden beschädigt oder zerstört. 

## Verkehr und Wirtschaft

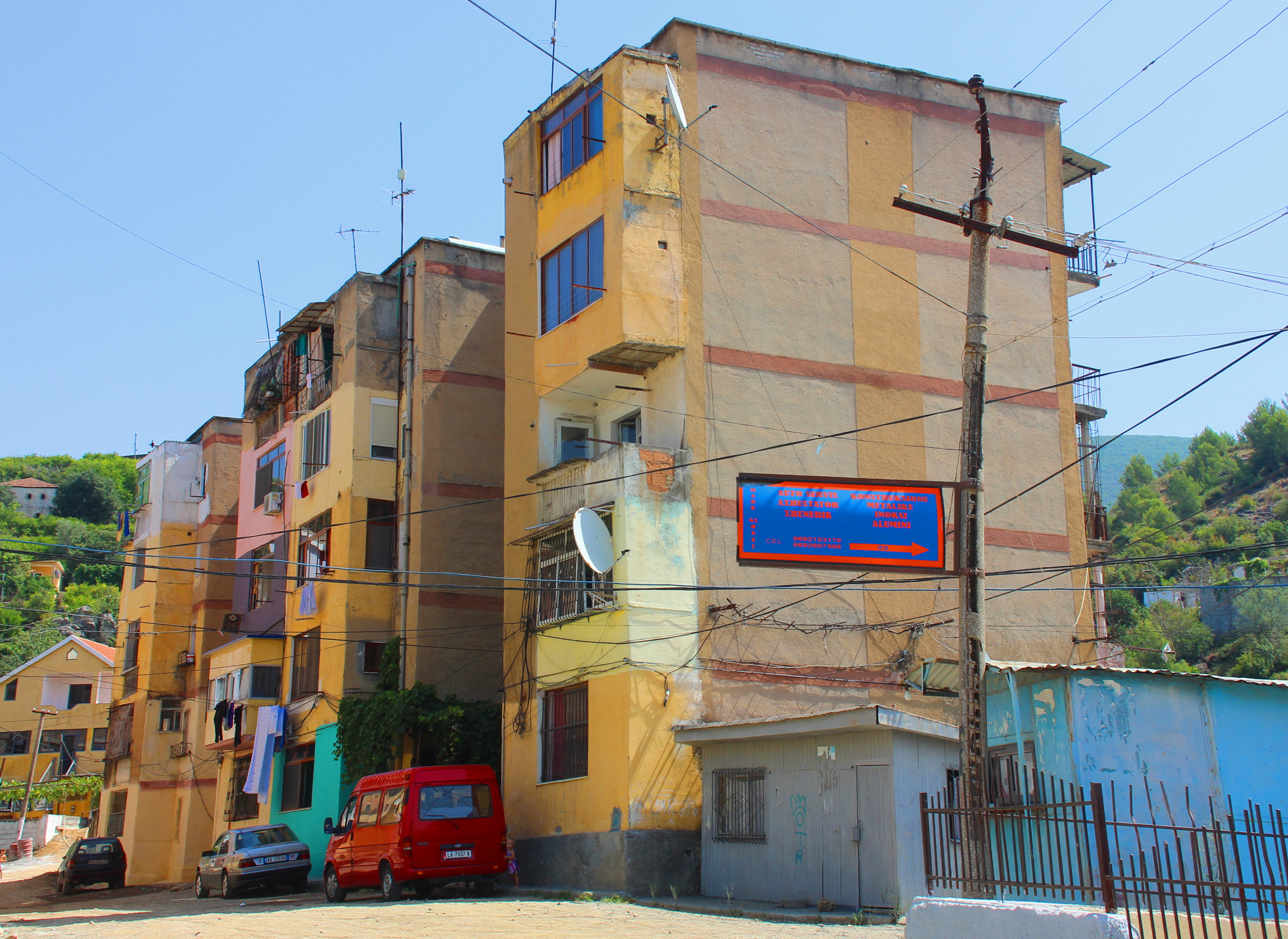
Häuser in Laç

Dank der Nähe zur Autobahn A1/SH1 verfügt der Ort über gute Verkehrsanbindung. Nach Norden sind schnell Lezha, Shkodra und Montenegro zu erreichen, nach Süden geht es nach Tirana sowie Durrës und über die Autobahn können Kukës und der Kosovo schnell erreicht werden. Die Schnellstraße SH1 von Fushë-Kruja nach Lezha befreite den Ort vom Durchgangsverkehr. 
Die Hekurudha Shqiptare bedient den örtlichen Bahnhof an der Bahnstrecke Vora–Shkodra nur noch spärlich.

Nach der Schließung des Phosphatwerks und anderer Fabriken leidet Laç unter einer starken Arbeitslosigkeit. Ein französisches Unternehmen hatte Teile der Phosphatfabrik nach einer ersten Schließung im Jahr 1993 übernommen und eine Kleinproduktion weitergeführt. Es wird befürchtet, dass unsachgemäß gelagerte Materialien auf dem Fabrikareal das Grundwasser verschmutzen.

## Militär
Die albanische Armee hat in Laç ihr Panzerbataillon stationiert.

## Sport
Der lokale Fußballklub KF Laçi spielt seit 2009 in der höchsten Liga. 2013 und 2015 konnte er den albanischen Fußballpokal gewinnen.

## Söhne und Töchter der Stadt
- Arjan Dodaj (* 1977), Erzbischof von Tirana-Durrës
- Saimir Kastrati (* 1987), Fußballspieler
- Eklent Kaçi (* 1999), Poolbillardspieler